# Sankt Augustin
Sankt Augustin är en stad i distriktet Rhein-Sieg-Kreis i förbundskandet Nordrhein-Westfalen i Tyskland, med cirka 57 000 invånare (2012). Helgonet Augustinus har gett namn till staden. Sankt Augustin ligger omkring åtta kilometer nordost om Bonn och tre kilometer sydväst om Siegburg.